# Heliconius gracilis
Heliconius gracilis är en fjärilsart som beskrevs av Hans Ferdinand Emil Julius Stichel 1903. Heliconius gracilis ingår i släktet Heliconius och familjen praktfjärilar. Inga underarter finns listade i Catalogue of Life.